# 利蒂西娅·伦古
利蒂西娅·伦古（英語：Leticia Lungu；2004年8月7日—），赞比亚女子足球运动员，司职守门员，目前效力于ZESCO United和赞比亚国家女子足球队。她曾代表赞比亚参加2022年非洲女子国家杯和2023年国际足联女子世界杯等多场国际赛事。